# Miguel Palanca
Miguel Palanca Fernandez, né le 18 décembre 1987 à Tarragone, est un footballeur espagnol au Korona Kielce évoluant au poste d'ailier droit.

## Biographie
Miguel Palanca fut inscrit très jeune au centre de formation de l'Espanyol Barcelone. Puis après une saison très réussie dans la réserve catalane, il débarqua chez le grand Real Madrid pour jouer avec la réserve. Mais, profitant des blessures et suspension dans le groupe A, Juande Ramos fit appel a lui et le fit entrer lors du Classico face au rival FC Barcelone à la 35e minute en remplaçant Wesley Sneijder blessé. Sa performance ayant convaincu son entraineur, ce dernier l'appela lors des matches contre Valence et Villareal.

## Palmarès
Vierge